# Tour Saint-Louis
La tour Saint-Louis est une tour située à Port-Saint-Louis-du-Rhône dans le département des Bouches-du-Rhône, en France.

## Histoire
La tour Saint-Louis fut érigée en 1737. Elle a été financée par un impôt spécifique sur le sel. En effet, dès 1723, un arrêté du Conseil du Roi impose une taxe sur le sel transitant par le Rhône et à destination des provinces du Rouergue, auvergne, Dauphiné, Languedoc et Provence. Cette tour, à l'origine à l'embouchure du Rhône, fait suite à une série de tours postées le long du fleuve. Elles servaient à la fois de postes de garde et de surveillance du fleuve, de phares, et de lieux de refuge pour les riverains. 
L'évolution du littoral fut telle, qu'en 1772 l'embouchure du Rhône se trouvait déjà à plusieurs centaines de mètres de la tour, et à près de 7,00 km aujourd'hui.
La tour Saint-Louis fait l'objet d'une inscription au titre des Monuments historiques depuis 1942.
Elle est utilisée, de nos jours, comme office du tourisme par la commune de Port-Saint-Louis-du-Rhône.

## Architecture
Les plans furent conçus par un ingénieur militaire Philippe Jacques, et mis en œuvre par 3 maçons de la région.
De base carrée, elle mesure 15,00 m de haut, sur 9,65 m de large. La structure est en calcaire, provenant de Beaucaire et Fontvieille. Ses trois niveaux (un rez-de-chaussée et deux étages) sont surmontés d'un toit terrasse, fortifié.

## Activités
La tour a été réaffectée à des activités actuelles culturelles. Le rez-de-chaussée héberge l'office du tourisme de Port-Saint-Louis-du-Rhône. Le premier étage regroupe une collection ornithologique de Camargue, avec environ 170 oiseaux différents. Le second étage est un lieu d'exposition temporaire.

## En Savoir plus